# Dexter: Új vér
A Dexter: Új vér (eredeti cím: Dexter: New Blood) amerikai bűnügyi dráma és rejtélyes televíziós minisorozat, amelyet a Showtime készített a Dexter című sorozat folytatásaként. Az eredeti sorozat showrunnerje, Clyde Phillips készítette, és Marcos Siega rendezte. A sorozatban Michael C. Hall és Jennifer Carpenter visszatérnek Dexter és Debra Morgan szerepében, mellettük új szereplők is megjelennek, mint Jack Alcott, Julia Jones, Johnny Sequoyah, Alano Miller és Clancy Brown. A történet tíz évvel az eredeti sorozat fináléja, a „A fény hiánya” című epizód eseményei után játszódik, amelyet Amerikában 2013-ban, míg Magyarországon 2014-ben sugároztak. A sorozat amerikai premierje 2021. november 7-én volt a Showtime csatornán, míg a magyar premiert a SkyShowtime hozta el 2025. január 6-án.
2023 februárjában bejelentették, hogy a második évad fejlesztés alatt áll, amely Dexter fiára, Harrisonra összpontosít. Emellett hírek érkeztek egy előzménysorozatról is, amelynek a címe Dexter: Eredendő bűn lesz. A Paramount 2024 júliusában közölte, hogy az Új vér második évadának fejlesztését leállították, és az első évadot egy új sorozat, a Dexter: Feltámadás követi majd.

## Szereplők

### Főszereplők
- Michael C. Hall (MH: Bozsó Péter) – Dexter Morgan / Jim Lindsay
- Jack Alcott – Harrison Morgan
- Julia Jones – Angela Bishop rendőrfőnök
- Johnny Sequoyah – Audrey Bishop
- Alano Miller – Logan őrmester
- Jennifer Carpenter (MH: Németh Borbála) – Debra Morgan
- Clancy Brown – Kurt Caldwell

### Különleges vendégszereplők
- David Zayas – Angel Batista
- John Lithgow – Arthur Mitchell / Szentháromság

### Mellékszereplők
- David Magidoff – Teddy Reed
- Katy Sullivan – Esther
- Michael Cyril Creighton – Fred Jr.
- Gizel Jiménez – Tess
- Gregory Cruz – Abraham Brown
- Jamie Chung – Molly Park
- Shuler Hensley – Elric

## Epizódok
| #   | Cím                                                   | Rendező            | Író                                                                                                | Premier                            |
| --- | ----------------------------------------------------- | ------------------ | -------------------------------------------------------------------------------------------------- | ---------------------------------- |
| 1.  | Hideghullám (Cold Snap)                               | Marcos Siega       | Forgatókönyv: Clyde Phillips Történet: Clyde Phillips és Adam Rapp                                 | 2021. november 7. 2025. január 6.  |
| 2.  | Sz*rvihar (Storm of Fuck)                             | Marcos Siega       | Warren Hsu Leonard                                                                                 | 2021. november 14. 2025. január 6. |
| 3.  | Füstjelek (Smoke Signals)                             | Sanford Bookstaver | David McMillan                                                                                     | 2021. november 21. 2025. január 6. |
| 4.  | H, mint hős (H Is for Hero)                           | Sanford Bookstaver | Tony Saltzman                                                                                      | 2021. november 28. 2025. január 6. |
| 5.  | Szökevény (Runaway)                                   | Marcos Siega       | Veronica West                                                                                      | 2021. december 5. 2025. január 6.  |
| 6.  | Túl sok tonhalas szendvics (Too Many Tuna Sandwiches) | Marcos Siega       | Scott Reynolds és Warren Hsu Leonard                                                               | 2021. december 12. 2025. január 6. |
| 7.  | Egy hajszálon múlt (Skin of Her Teeth)                | Sanford Bookstaver | Forgatókönyv: Veronica West és Kirsa Rein Történet: Veronica West, Kirsa Rein és Alexandra Salerno | 2021. december 19. 2025. január 6. |
| 8.  | Tisztességtelen játék (Unfair Game)                   | Sanford Bookstaver | Tony Saltzman és David McMillan                                                                    | 2021. december 26. 2025. január 6. |
| 9.  | A családi üzlet (The Family Business)                 | Marcos Siega       | Scott Reynolds                                                                                     | 2022. január 2. 2025. január 6.    |
| 10. | A bűn ereje (Sins of the Father)                      | Marcos Siega       | Forgatókönyv: Clyde Phillips Történet: Clyde Phillips, Alexandra Franklin és Marc Muszynski        | 2022. január 9. 2025. január 6.    |